# وی‌آرام‌ال
وی آر ام‌ال (به انگلیسی: VRML) نام فرمتی استاندارد از فایل‌هایی است که گرافیک سه بعدی کامپیوتری را تعریف می‌کند و توسط اکس تری دی جایگزین شد.